# Kaizoku Sentai Gokaiger
Kaizoku Sentai Gokaiger (海賊戦隊ゴーカイジャー (Hải tặc Chiến đội Gokaiger) Kaizoku Sentai Gōkaijā), dịch là Chiến đội Hải tặc Gokaiger là series kỷ niệm thứ 35 của dòng phim Super Sentai, phát sóng từ ngày 13/2/2011,  song song với Kamen Rider OOO và Kamen Rider Fourze trong giờ phim Super Hero Time. Đây là series Super Sentai thứ 2 sau Boukenger lấy đề tài kho báu.
Bộ phim được thuyết minh và phát hành tại Việt Nam bởi hãng phim Phương Nam với tên gọi Gokaigers - Truy tìm kho báu vũ trụ . Bản Mỹ hóa là Power Rangers Super Megaforce còn phiên bản lồng tiếng Hàn Quốc lấy tên là Power Rangers Captain Force.

## Câu chuyện
Đế quốc Vũ trụ Zangyack (宇宙帝国ザンギャック Uchū Teikoku Zangyakku) - đại đế quốc lớn mạnh nhất vũ trụ đã thôn tính, hủy diệt hàng ngàn hành tinh - xua quân đến Trái Đất nhằm đặt ách thống trị lên địa cầu nhưng lại vấp phải sức chống cự mạnh mẽ từ 34 chiến đội Super Sentai. Bằng sự đồng lòng và quyết tâm, các chiến binh đã thành công đẩy lui cuộc tấn công quy mô lớn của Zangyack, nhưng hậu quả là sức mạnh của họ đã bị phát tán ra ngoài không gian dưới dạng các Ranger Key. Thời gian trôi qua, một nhóm hải tặc vũ trụ được gọi là "Kaizoku Sentai Gokaiger", dong buồm khắp vũ trụ để tìm "Kho Báu Vĩ Đại Nhất Vũ Trụ" (宇宙最大の宝 Uchū Saidai no Takara) và họ nhận ra kho báu đó đang ở trên Trái Đất. Trên hành trình đó, họ cũng tìm được rất nhiều Ranger Key. Nhưng cùng lúc này, Zangyack đã quay trở lại, âm mưu xâm lược địa cầu lần thứ 2. Nhận ra sự xuất hiện của Zangyack sẽ cản trở hành trình tìm kiếm kho báu và không thể ngồi yên trước sự dã man của chúng với người dân vô tội, nhóm Gokaiger mặc kệ việc Zangyack phát lệnh truy nã toàn vũ trụ đối với họ mà tuyên chiến với bọn chúng nhằm dọn đường truy tìm kho báu, và tiện tay bảo vệ Trái Đất.

## Nhân vật

### Gokaiger
Những hải tặc vũ trụ đi tìm "Kho Báu Vĩ Đại Nhất Vũ Trụ" trên con tàu Gokai Galleon, với hoa tiêu là robot vẹt Navi (ナビィ Nabyi).
Captain Marvelous (キャプテン・マーベラス Kyaputen Māberasu) - Gokai Red (ゴーカイレッド Gōkai Reddo)
Marvelous là thuyền trưởng thứ 2 của Gokai Galleon. Trước đây anh là hải tặc vũ trụ đơn độc lang thang tìm kiếm kho báu cho đến khi vô tình chạm trán AkaRed, thông qua lần gặp gỡ này Marvelous đã gia nhập băng Hải Tặc Đỏ với mục tiêu thu hồi các Ranger Key để tìm kiếm kho báu vĩ đại nhất vũ trụ. Nhưng Basco, một thành viên khác của băng đã trở mặt và chỉ đường cho Zangyack tấn công Gokai Galleon, kéo theo sự mất tích của AkaRed vì bảo vệ cho Marvelous và làm băng Hải Tặc Đỏ tan rã. Marvelous sau đó tiếp tục hành trình vì sứ mệnh của AkaRed và mơ ước của mình nên đã thành lập Kaizoku Sentai. Vì anh là thuyền trưởng nên được Zangyack treo thưởng cao nhất nhóm, theo thời gian số tiền đã lên đến vô tận.
Không giống như các Red Ranger, Marvelous là một phản anh hùng. Việc anh chủ động giao chiến với Zangyack ngay lần đầu tiên đến Trái Đất vì chúng đã làm hỏng bữa ăn của mình, điều mà 2 người phụ nữ cùng một đoàn trẻ em đã hiểu lầm là anh đang bảo vệ họ. Marvelous có một mặt vô cảm ngay cả khi bình thường, thái độ của anh cũng khá thô lỗ và kiêu ngạo, thậm chí đôi lúc cáu gắt với đồng đội của mình nhưng ở góc nhìn của họ, Marvelous là một người tốt và anh vẫn sẽ bảo vệ người khác theo cách của riêng mình.
Kỹ năng chiến đấu của anh là cân bằng nhất trong số các thành viên khi sử dụng đồng thời kiếm và súng rất thành thạo, có thể ngang hàng với Basco. Marvelous cũng cho thấy nhiều chiến lược táo bạo của mình trong các trận chiến với Zangyack. Marvelous cũng có sức ăn mạnh nhưng anh chơi bài khá tệ.
Ban đầu Marvelous không có ý định bảo vệ Trái Đất vì căn bản đây là một hành tinh lạc hậu và xa lạ như bao hành tinh bị Zangyack phá hủy. Nhưng sau khi biết được kho báu vĩ đại nhất vũ trụ đang ngủ yên trên Trái Đất và thấy hành tinh này "không quá tệ", anh đã quyết định cùng nhóm bảo vệ Trái Đất như những anh hùng thực sự. Sau khi nhóm đánh bại Akdos Gil, anh quyết định đích đến tiếp theo là hành tinh Zangyack để tìm kiếm kho báu thứ hai.
Joe Gibken (ジョー・ギブケン Jō Gibuken) - Gokai Blue (ゴーカイブルー Gōkai Burū)
Cựu binh Zangyack nhưng đã đào ngũ khi chứng kiến sự tàn ác của chúng với người dân vô tội. Anh được Marvelous cứu khi đang chạy trốn khỏi sự truy bắt của Zangyack và đi theo Marvelous để trở thành hải tặc. Những hiểu biết của anh về nội tình Zangyack là thông tin rất hữu ích cho nhóm Gokaiger. Joe nghiêm túc, ít nói và lạnh nhạt như Marvelous. Nhưng tận sâu trong trái tim, anh luôn đau đáu về Sid - tiền bối và cũng là người dạy kiếm thuật cho anh, và càng đau đớn khi biết Sid vì cứu mình mà bị bắt giam, biến đổi thành cỗ máy chiến đấu sinh học Barizorg. Sau này, Joh Ohara/Yellow Lion của Choujuu Sentai Liveman đã giúp Joe hiểu ra rằng điều anh có thể làm là giải thoát linh hồn cho Sid. Anh là người duy nhất trong đội có đòn kết liễu của riêng mình, một đòn là Ngũ kiếm, và một đòn sát thủ do Sid dạy.
Luka Millfy (ルカ・ミルフィ Ruka Mirufi) - Gokai Yellow (ゴーカイイエロー Gōkai Ierō)
Thành viên nữ đầu tiên gia nhập nhóm. Cô được Marvelous và Joe bắt gặp khi lẻn vào tàu của Zangyack ăn trộm nguyên liệu. Luka là cô gái mạnh mẽ, dữ dằn, sống vật chất, lúc nào cũng chỉ muốn có thật nhiều tiền. Sự dữ dằn, hám tiền đó ảnh hưởng từ quá khứ bất hạnh của Luka, khi cô từng là người vô gia cư, em gái cô thậm chí đã qua đời vì không đủ ăn. Vì mất em gái từ nhỏ, cô cũng hiểu giá trị của gia đình. Chính những năm tháng bất hạnh cùng thói quen ngắm sao trời vào ban đêm đêm đã giúp Luka rèn luyện sự nhạy bén trong mọi tình huống, điều rất cần thiết với một hải tặc. Cô cũng sở hữu kiếm pháp điêu luyện, không hề kém cạnh so với Joe. Trong nhóm, Luka thân với Ahim nhất, xem Ahim như em gái mình và luôn che chở, bảo vệ Ahim. Cô cũng rất thích chọc ngoáy, bắt nạt Hakase.
Don Dogoier (ドン･ドッゴイヤー Don Dogoiyā) - Gokai Green (ゴーカイグリーン Gōkai Gurīn)
Kỹ sư của tàu, được các thành viên gọi với biệt danh "Hakase" (giáo sư). Vì chấp nhận đề nghị sửa chữa Gokai Galleon dù biết cả nhóm đang bị truy nã mà Don được Marvelous cho gia nhập, dù anh chẳng có tý kỹ năng chiến đấu nào. Vì lẽ đó mà anh là thành viên kém giá nhất trong nhóm. Phong cách chiến đấu của anh bị xem là rất ngớ ngẩn với những pha xử lý đi vào lòng đất và những pha tạo dáng cực kỳ khó đỡ. Tuy vậy, Don là thiên tài sửa chữa máy móc và chế tạo vũ khí. Chính anh đã chế tạo Gokai Galleon Buster, vũ khí kết liễu của Gokaiger sau này. Anh còn là đầu bếp chính của cả nhóm, dù sau này phải...chia sẻ nhà bếp với Gai.
Ahim de Famille (アイム・ド・ファミーユ Aimu do Famīyu) - Gokai Pink (ゴーカイピンク Gōkai Pinku)
Công chúa của hành tinh Famille - một hành tinh đã bị Zangyack phá hủy. Cô chủ động xin gia nhập Gokaiger để báo thù Zangyack và trở thành hy vọng của cư dân Famille phải sống tị nạn. Theo lời Marvelous, khi mới gia nhập, Ahim thật sự là công chúa vô dụng: không có khả năng chiến đấu, chẳng biết nấu ăn hay quét dọn, thậm chí nhiều lần suýt làm cháy tàu. Nhưng thời gian chung sống cùng cả nhóm đã giúp cô cải thiện rất nhiều, đặc biệt là kỹ năng chiến đấu không thua kém ai. Trong nhóm, Ahim như một cô em gái được anh chị hết lòng bảo vệ. Cũng nhờ các thành viên mà cô đã đánh bại Zatsurig - hộ vệ của Hoàng đế Akdos Gil, cũng là kẻ năm xưa đã phụng lệnh phá hủy hành tinh Famille, trả thù cho phụ hoàng và mẫu hậu đã chết dưới tay hắn. Xuất thân là công chúa nên Ahim rất dịu dàng, đoan trang, cư xử chuẩn mực và luôn quan tâm đến các thành viên. Chính sự dịu dàng, ân cần của cô đã khiến các thành viên sống hòa thuận, thân thiết và bớt cãi cọ hơn hẳn lúc trước khi cô gia nhập nhóm.
Ikari Gai (伊狩 鎧 (Y Thú Khải) Ikari Gai) - Gokai Silver (ゴーカイシルバー Gōkai Shirubā)
Gai là người Trái Đất duy nhất trong đội và là một fan cuồng Super Sentai, lần đầu tiên xuất hiện trước mặt Gokaiger và xin phép họ gia nhập nhóm. Mặc dù bề ngoài anh ta khá ngây ngô nhưng thực tế lại là người sở hữu Gokai Cellular và Ranger Key để trở thành Gokai Silver kiêm 3 sức mạnh vĩ đại của Zyuranger, Timeranger và Abaranger. Việc Gai có được sức mạnh cũng khá tình cờ trong một lần bị tai nạn giao thông khi cứu một bé gái, vì điều này mà lúc đầu Marvelous đã từ chối Gai gia nhập nhóm nhưng sau khi thấy anh đối đầu với Zangyack dù không thể biến hình, nhóm đã quyết định công nhận anh là thành viên thứ 6. Gai thường xuyên sử dụng sức mạnh của Ranger Key thứ 6 nhưng Gai vẫn có thể sử dụng Ranger Key khác mà không có ràng buộc nào, anh cũng có thể hợp nhất nhiều Ranger Key thành một thông qua thần giao cách cảm và cũng cho thấy kỹ năng chiến đấu của mình ngang ngửa với Joe trong một lần luyện tập. Biểu cảm thái quá của Gai đôi lúc khiến nhóm nhức đầu nhưng căn bản anh là một người tốt bụng và sống hết mình vì đồng đội, chi tiết cho thấy điều này là khi Hurricanger yêu cầu trả lại Ranger Key, Gai đã ngay lập tức phản đối và giải thích với họ Ranger Key là do Marvelous đã lang thang khắp vũ trụ để thu hồi. Gai cũng dùng kính ngữ với tất cả thành viên của Super Hero, thậm chí với cả Navi. Sau khi Gokaiger đánh bại Akdos Gil, Gai không ở lại Trái Đất mà đi theo đồng đội của mình tiếp tục hành tình tìm kiếm kho báu.Trong phần phim kỉ niệm 10 năm, anh đã cùng với đứa trẻ mà Marvelous cứu - tạo ra hệ thống giả lập các Super Sentai, bằng cách dùng chính các Ranger Key để triệu hồi các Ranger đó .Cuối phim, anh đã nhận ra chính phủ đã lợi dụng nó để thực hiện âm mưu độc chiếm toàn bộ vũ trụ bằng quân đội Super Sentai do chính họ tạo ra 

### Zangyack
Đế quốc Vũ trụ Zangyack (宇宙帝国ザンギャック Uchū Teikoku Zangyakku) là đế chế ngoài vũ trụ đã hủy diệt và thuộc địa hóa hàng ngàn hành tinh, nhưng đã thất bại khi xâm lược Trái Đất và bị 34 chiến đội Super Sentai đánh bại. Giờ đây, chúng lại lên kế hoạch xâm lược Trái Đất lần thứ 2, dưới sự chỉ huy của Thái tử Walz Gil - con trai của Hoàng đế Akdos Gil.
Hoàng đế Akdos Gil
Hoàng đế đầu tiên của đế quốc Zangyack, kẻ đã dựng lên và biến Zangyack thành đế quốc hùng mạnh nhất vũ trụ với tham vọng biến toàn bộ hành tinh trên khắp vũ trụ thành thuộc địa của Zangyack. Hắn đã lãnh đạo đế quốc của mình thôn tính và hủy diệt hàng ngàn hành tinh, nhưng đã thất bại khi xâm lược Trái Đất và bị 34 chiến đội Super Sentai đánh bại. Giờ đây hắn lại lên kế hoạch xâm lược Trái Đất lần thứ 2 với quy mô lớn hơn lần 1 gấp nhiều lần và giao cho con trai là Thái tử Walz Gil làm chỉ huy. Khi Walz Gil tử trận, hắn trực tiếp lãnh đạo và huy động toàn bộ quân số của cả đế quốc để hủy diệt Trái Đất, nhưng vẫn thất bại bở sự kiên cường của những con người Trái Đất và cả nhóm Gokaiger. Và cái giá phải trả lần này chính là mạng sống của tên Hoàng đế. Sau khi Akdos Gil tử trận, cháu trai của hắn lên tiếp quản ngai vàng và tiếp tục âm mưu thôn tính toàn vũ trụ dù binh lực của Zangyack đã suy yếu khá nhiều sau khi Akdos Gil tử trận và cuộc xâm lược Trái Đất thất bại toàn tập.

#### Thái tử Walz Gil
Con trai của Hoàng đế Akdos Gil, được vua cha giao trọng trách biến Trái Đất thành thuộc địa của Zangyack. Tuy nhiên hắn chỉ là tên "em chã" ngu dốt, kỹ năng lãnh đạo lẫn chiến đấu đều không có, chỉ biết chửi mắng, mè nheo và thoái thác trách nhiệm cho cấp dưới. Nhưng hắn cũng rất tự cao tự đại, ngông cuồng phách lối. Dù vậy, hắn cũng có góc khuất khá đáng thương. Vì là con trai của Hoàng đế, nên từ nhỏ Walz Gil không có lấy một người bạn, luôn cảm thấy cô độc và không được vua cha tin tưởng. Vì vậy hắn luôn gạt đi ý kiến của cấp dưới, ép buộc chúng phải làm theo ý mình để chứng minh bản thân cũng tự làm được những điều lớn lao. Nhưng vì quá tự mãn, không nghe lời cấp dưới mà hắn tự đẩy mình vào chỗ chết khi tự mình lái cỗ máy chiến đấu hòng tiêu diệt Gokaiger, nhưng lại bị Gokaiger tiêu diệt.

#### Đại tướng Damaras
Đại tướng của Zangyack, mệnh danh là "Kẻ mạnh nhất vũ trụ", được Hoàng đế giao trọng trách quân sư cho Walz Gil. Ngoài làm quân sư, hắn còn phải dọn dẹp mớ bòng bong mà tên Thái tử gây ra sau mỗi trận chiến với Gokaiger. Thực tế, việc hắn đi cùng theo lệnh Hoàng đế khiến Walz Gil rất bất mãn, cho rằng vua cha không tin tưởng mình. Bởi lẽ đó mà hắn thường xuyên phải hứng chịu những lần giận cá chém thớt cùng lời lẽ cay nghiệt từ Walz Gil, thậm chí không được tín nhiệm giao bất cứ nhiệm vụ nào. Dẫu vậy, hắn vẫn một mực trung thành, không than vãn hay bật lại Thái tử, luôn cố gắng làm tròn trách nhiệm Hoàng đế giao cho. Nhưng khi Walz Gil tử trận, hắn bị Hoàng đế khép tội không làm tròn nhiệm vụ và tống giam. Sau đó hắn được thả và phụng mệnh Hoàng đế trực tiếp đi tiêu diệt Gokaiger để lấy công chuộc tội, nhưng rồi cũng bị Gokaiger tiêu diệt.

#### Barizorg
Cỗ máy chiến đấu sinh học, một mực trung thành với Walz Gil và cũng được tên Thái tử hết mực tin tưởng. Trước đây, hắn chính là tiền bối Sid của Joe. Vì giúp Joe chạy trốn, Sid bị bắt giam, tẩy não và biến đổi thành cơ thể máy móc. Nhưng kiếm pháp của Sid không mất đi và Joe đã hiểu ra mọi chuyện đằng sau cơ thể máy móc kia. Để giải thoát cho linh hồn tiền bối, anh tự mình đánh bại Barizorg bằng chính kiếm pháp năm xưa được Sid truyền dạy.

#### Insarn
Nhà khoa học đại tài của Zangyack, là kẻ tạo ra cơ chế hồi sinh và hóa khổng lồ các tiểu đội trưởng bị Gokaiger tiêu diệt. Nhưng ngoài việc đó ra thì ả không có vai trò nào đáng kể. Insarn cũng được Hoàng đế hạ lệnh trực tiếp đi tiêu diệt Gokaiger, sau khi Damaras chết, nhưng rồi cũng phải chịu chung số phận với Damaras. Ả còn rất mê trai và từng say nắng Kyousuke Jinnai/Red Racer của chiến đội Gekisou Sentai Carranger.

#### Basco Ta Jolokia
Một tên hải tặc vũ trụ, đối thủ của Gokaiger và là bạn cũ của Marvelous. Cả 2 đồng hành với AkaRed với tư cách băng Hải Tặc Đỏ, nhưng để độc chiếm kho báu vĩ đại nhất vũ trụ, Basco đã âm thầm liên minh với Zangyack tấn công Gokai Galleon và phản bội họ, trực tiếp khiến băng Hải Tặc Đỏ tan rã. Một thời gian sau khi được Damaras cung cấp thông tin về Gokaiger, Basco đã tới Trái Đất nhằm đoạt lấy kho báu vĩ đại nhất vũ trụ trước Gokaiger cũng như giải quyết mọi chuyện với Marvelous. Bề ngoài Basco có phong thái nhẹ nhàng nhưng bản chất thực sự của anh ta là tàn nhẫn, sẵn sàng từ bỏ tất cả cũng như lợi dụng người khác để đạt được mục đích của mình. Ban đầu Basco sử dụng kèn để triệu hồi các chiến binh ảo từ các chìa khóa biến thân. Khi tất cả chìa khóa bị Gokaiger thu hồi, Basco đã cho thấy hình dạng thật của mình và lý giải nguyên nhân Zangyack đã treo giá cho mình tới 3 triệu Zagin. Thực tế, Basco đã nhiều lần khiến các Gokaiger phải vật lộn với sức mạnh của mình, thậm chí có thể dễ dàng đẩy lùi Final Wave của 5 Gokaiger và làm chệch hướng tấn công của Gokai Galleon Buster, vũ khí được Gokai Green tạo ra để đánh bại anh ta. Sau khi Gokaiger thu thập 29 sức mạnh vĩ đại và chỉ còn lại 5 sức mạnh vĩ đại mà Basco đã đánh cắp, 2 phe đã chủ động đối đầu nhau. Basco đã có trận chiến khốc liệt với Marvelous, trong một nỗ lực ngăn chặn chuyển động của Basco bằng cách dùng kiếm ghim chân của cả 2, Marvelous đã đánh bại được anh ta ở cự ly gần.

## Tập phim
Mỗi tập phim của Gokaiger được gọi là "Điểm" mang phong cách Hải tặc
1. Hải Tặc Vũ Trụ Xuất Hiện (宇宙海賊現る Uchū Kaizoku Arawaru?)
2. Giá Trị Của Trái Đất (この星の価値 Kono Hoshi no Kachi?)
3. Hãy Biến Dũng Khí Thành Sức Mạnh;Phép thuật Hải tặc kết hợp (勇気を魔法に変えて～マージ・マジ・ゴー・ゴーカイ～ Yūki o Mahō ni Kaete ~Māji Maji Gō Gōkai~?)
4. Chúng Ta Là Đồng Đội (何のための仲間 Nani no Tame no Nakama?)
5. Phán Quyết Của Hải Tặc (ジャッジメント･パイレーツ Jajjimento Pairētsu?)
6. Điều Tối Quan Trọng (一番大事なもの Ichiban Daiji na Mono?)
7. Bài Học Quyền Pháp (ニキニキ！拳法修行 Niki-Niki! Kenpō Shugyō?)
8. Chiến Thuật Tiểu Gián Điệp (スパイ小作戦 Supai Shōsakusen?)
9. (Sư Tử Tấn Công)Cuộc Tấn Công Của Sư Tử (獅子、走る Shishi, Kakeru?)
10. (Ván Bài Lật Ngửa) Ván Bài Thắng Thua (トランプ勝負 Toranpu Shōbu?)
11. (Mối Gắn Kết Của Những Võ Sĩ) Cuộc Xung Đột Lớn (真剣大騒動 Shinken Daisōdō?)
12. Samurai Phô Trương Tột Bậc (極付派手侍 Kiwametsuki Hade na Samurai?)
13. Xin Hãy Chỉ Lối (道を教えて Michi o Oshiete?)
14. Đến Giờ An Toàn Giao thông (いまも交通安全 Ima mo Kōtsū Anzen?)
15. Tàu Săn Lùng Xuất Hiện (私掠船現る Shiryakusen Arawaru?)
16. Xung Đột! Sentai vs. Sentai (激突！戦隊VS戦隊 Gekitotsu! Sentai Bāsasu Sentai?)
17. Chàng Trai ánh Bạc Vĩ đại (凄い銀色の男 Sugoi Gin'iro no Otoko?)
18. Robot Khủng Long Mũi Khoan Cuồng (恐竜ロボットドリルで大アバレ Kyōryū Robotto Doriru de Ō Abare?)
19. Bộ giáp của 15 Chiến Binh (１５戦士の鎧 Jū-go Senshi no Yoroi?)
20. Khu Rừng Của Sự Nghi Kỵ (迷いの森 Mayoi no Mori?)
21. Trái Tim Của Những Nhà Thám Hiểm (冒険者の心 Bōkensha no Kokoro?)
22. Lời Hứa Sao Băng (星降る約束 Hoshi Furu Yakusoku?)
23. Sinh Mệnh Con người Là Tương Lai Của Trái Đất (人の命は地球の未来 Hito no Inochi wa Chikyū no Mirai?)
24. Loài Người Trái Đất Ngu Xuẩn (愚かな地球人 Oroka na Chikyūjin?)
25. Cướp Biển Và Ninja (海賊とニンジャ Kaizoku to Ninja?)
26. Màn ShuShuTo Đặc Biệt (シュシュッとTHE SPECIAL Shushutto Za Supesharu?)
27. Biến Hình Hải Tặc Trên Cả Tuyệt Vời (いつもより豪快なチェンジ Itsumo yori Gōkai na Chenji?)
28. Đôi Cánh Vĩnh Cửu (翼は永遠に Tsubasa wa Eien ni?)
29. Hợp Thể Mới,Biến Thân Abare (アバレ七変化で新合体 Abare Shichihenge de Shin Gattai?)
30. Linh Hồn Của Người Bạn (友の魂だけでも Tomo no Tamashii Dake Demo?)
31. Chấn Động ! Chiến thuật bí mật ! (衝撃!!秘密作戦 Shōgeki!! Himitsu Sakusen?)
32. Một Nguồn Sức Mạnh Mới (力を一つに Chikara o Hitotsu ni?)
33. Người Anh Hùng (ヒーローだァァッ!! Hīrō daaa!!?)
34. Điều ước Thành Hiện Thực (夢を叶えて Yume o Kanaete?)
35. Phá Vỡ Không Gian Thế giới (次元ノムコウ Jigen no Mukō?)
36. Chiến Hữu Hải Tặc (相棒カイゾク Aibō Kaizoku?)
37. Cỗ Máy Chiến tranh Mạnh Nhất (最強の決戦機 Saikyō no Kessenki?)
38. Sức Mạnh Để Đạt Được Ước Mơ (夢を掴む力 Yume o Tsukamu Chikara?)
39. Tại Sao Chúng Ta Lại Là Học Sinh Trung học ? (どうして？俺たち高校生 Dōshite? Oretachi Kōkōsei?)
40. Tương Lai Trong Quá Khứ (未来は過去に Mirai wa Kako ni?)
41. Điều Không Thể Mất (なくしたくないもの Nakushitakunai Mono?)
42. Kẻ Mạnh Nhất Vũ Trụ (宇宙最強の男 Uchū Saikyō no Otoko?)
43. Anh Hùng Huyền Thoại (伝説の勇者に Densetsu no Yūsha ni?)
44. Đêm Giáng Sinh An Bình (素敵な聖夜 Suteki na Seiya?)
45. Ninja Hoang mang (慌てん坊忍者 Suteki na Seiya?)
46. Hero Hợp Cách (ヒーロー合格 Hīrō Gōkaku?)
47. Tận Cùng Của Sự Phản Bội (裏切りの果て Uragiri no Hate?)
48. Trận Chiến Định Mệnh (宿命の対決 Shukumei no Taiketsu?)
49. Kho Báu Vĩ Đại Nhất Vũ Trụ (宇宙最大の宝 Uchū Saidai no Takara?)
50. Ngày Quyết Chiến (決戦の日 Kessen no Hi?)
51. Tạm Biệt, Hải Tặc Không Gian (さよなら宇宙海賊 Sayonara Uchū Kaizoku?)

Ngoài lần xuất hiện đầu tiên trong phim Tensou Sentai Goseiger vs. Shinkenger: Epic on Ginmaku, Gokaiger cũng có 4 bộ phim riêng.

### Phim kỉ niệm 35 nămSuper Sentai
Năm 2011 đánh dấu 35 năm loạt phim Super Sentai, một bộ phim kỉ niệm được dự kiến sự công chiếu vào ngày 11 tháng 6 năm 2011. Bộ phim bao gồm Gokaiger, Goseiger, cũng như các nhóm trong các loạt phim Super Sentai khác. Bộ phim có tên là Gokaiger Goseiger Super Sentai 199 Hero Daikessen (ゴーカイジャー ゴセイジャー スーパー戦隊199ヒーロー 大決戦 Gōkaijā Goseijā Sūpā Sentai Hyakukyūjūkyū Hīrō Daikessen).

### Con Tàu Ma Bay
Kaizoku Sentai Gokaiger THE MOVIE: Con Tàu Ma Bay (海賊戦隊ゴーカイジャーTHE MOVIE 空飛ぶ幽霊船 Kaizoku Sentai Gōkaijā Za Mūbī Sora Tobu Yūreisen, Bộ Phim Về Kaizoku Sentai Gokaiger: Con Tàu Ma Bay) là một bộ phim điện ảnh của Kaizoku Sentai Gokaiger. Bộ phim phát hành vào ngày 6 tháng 8 năm 2011, bên cạnh phim về Kamen Rider OOO.

### Phim kỉ niệm 30 năm Metal Hero
Kaizoku Sentai Gokaiger VS. Uchū Keiji Gavan: THE MOVIE
Kaizoku Sentai Gokaiger VS. Uchū Keiji Gavan: THE MOVIE (海賊戦隊ゴーカイジャーVS宇宙刑事ギャバンTHE MOVIE Kaizoku Sentai Gōkaijā Tai Uchū Keiji Gyaban Za Mūbī) là một bộ phim điện ảnh nằm trong series phim Super Sentai thứ 35 Kaizoku Sentai Gokaiger. Đây là bộ phim có sự kết hợp với nhân vật chính trong series phim Uchū Keiji Gavan, vì năm 2012 kỉ niệm 30 năm Metal Hero.
Gokaiger VS. Gavan được phát hành vào ngày 21 tháng 1 năm 2012, với sự xuất hiện của các nhân vật chính trong cả Gokaiger và Gavan. Kenji Ohba không chỉ thể hiện vai Gavan, nhưng còn thể hiện cả các vai diễn của mình trong Battle Fever J và Denshi Sentai Denziman.

### Super Hero Taisen
Kamen Rider × Super Sentai: Super Hero Taisen (仮面ライダー×スーパー戦隊　スーパーヒーロー大戦 Kamen Raidā × Sūpā Sentai: Sūpā Hīrō Taisen) là bộ phim kỉ niệm 10 năm loạt chương trình Super Hero Time trên TV Asahi. Bộ phim có sự xuất hiện của các nhân vật chính trong Kamen Rider Decade và Kaizoku Sentai Gokaiger cũng như Kamen Rider Fourze và Tokumei Sentai Go-Busters. Một số diễn viên trong Kamen Rider Den-O như Akiyama Rina, Ishimaru Kenjirō, và Seki Toshihiko cũng xuất hiện với vai diễn tương ứng.

### Go-Busters vs. Gokaiger
Tokumei Sentai Go-Busters vs. Kaizoku Sentai Gokaiger: The Movie (特命戦隊ゴーバスターズＶＳ海賊戦隊ゴーカイジャーTHE MOVIE Tokumei Sentai Gōbasutāzu Tai Kaizoku Sentai Gōkaijā Za Mūbī) công chiếu vào ngày 19 tháng 1 năm 2013. Như các phim VS trước, phim này kể về sự hội ngộ của các Tokumei Sentai Go-Busters và Kaizoku Sentai Gokaiger, cũng như sự ra mắt của đội Sentai 2013, Zyuden Sentai Kyoryuger.

### Kết hợp vớiDoubutsu Sentai Zyuohger
Là một phần của lễ kỷ niệm 40 năm Super Sentai với Doubutsu Sentai Zyuohger, toàn bộ dàn diễn viên Gokaiger đã xuất hiện đặc biệt vào các tập 28 (ngày 4 tháng 9 năm 2016) và 29 (ngày 11 tháng 9 năm 2016), kỷ niệm tập thứ 1.999 và 2.000 của Series Super Sentai, bao gồm một phiên bản nhạc phim kết thúc mới của Gokaiger có tiêu đề 'Super Sentai Hero Getter 2016'.

## Diễn viên
- Captain Marvelous (キャプテン・マーベラス Kyaputen Māberasu?): Ozawa Ryōta (小澤 亮太?)[14][15]
- Joe Gibken (ジョー・ギブケン Jō Gibuken?): Yamada Yūki (山田 裕貴?)[15][16]
- Luka Millfy (ルカ・ミルフィ Ruka Mirufi?): Ichimichi Mao (市道 真央?)[15][17]
- Don Dogoier (ドン･ドッゴイヤー Don Doggoiyā?): Shimizu Kazuki (清水 一希?)[15][18]
- Ahim de Famille (アイム・ド・ファミーユ Aimu do Famīyu?): Koike Yui (小池 唯?)[15][19]
- Ikari Gai (伊狩 鎧?): Ikeda Jun'ya (池田純矢?)[20]
- Basco ta Jolokia: Hosogai Kei (細貝 圭?)
- Quan Tư lệnh Oiles Gil (司令官ワルズ・ギル Shireikan Waruzu Giru?, Lồng tiếng): Nojima Hirofumi (野島 裕史?)
- Tham mưu trưởng Madaras (参謀長ダマラス Sanbōchō Damarasu?, Lồng tiếng): Ishii Kōji (石井 康嗣?)
- Khai triển Kĩ quan Insane (開発技官インサーン Kaihatsu Gikan Insān?, Lồng tiếng): Inoue Kikuko (井上 喜久子?)
- Đặc vụ Sĩ quan Barizorg (特務士官バリゾーグ Tokumu Shikan Barizōgu?, Lồng tiếng): Shindō Gaku (進藤 学?)
- Dẫn truyện: Seki Tomokazu (関 智一?)

### Khách mời
- Aka Ranger (Lồng tiếng): Makoto Naoya (誠 直也?) (ep 1)
- Aka Red (Lồng tiếng): Furuya Tōru (古谷 徹?).[21] (ep 2)
- Ozu Kai: Hashimoto Atsushi (橋本 淳?) (ep 3)
- Thiên không Thánh giả Flagel (Lồng tiếng): Genda Tesshō (玄田 哲章?)
- Ban / Deka Red: Sainei Ryūji (載寧 龍二?) (ep 5)
- Jasmine / Deka Yellow: Kinoshita Ayumi (木下 あゆ美?) (ep 5)
- Doggy Krugger (Lồng tiếng): Inada Tetsu (稲田 徹?) (ep 5)
- Kasugai Kozo: Shimazu Kentarō (島津 健太郎?)[Ghi chú 1]
- Kandou Jan: Suzuki Hiroki (鈴木 裕樹?) (ep 7)
- Master Sha Fu (Lồng tiếng): Nagai Ichirō (永井 一郎?) (ep 7)
- Cosmic Kenpō Master Pachacamac XIII (Lồng tiếng): Masutani Yasunori (増谷 康紀?)
- Shishi Kakeru: Kaneko Noboru (金子 昇?) (ep 9)
- Shiba Kaoru: Natsui Runa (夏居 瑠奈?) (ep 11-12)
- Tanba Toshizo: Matsuzawa Kazuyuki (松澤 一之?) (ep 11-12)
- Nashida Eikichi: Yamanaka Takashi (山中 崇?)[Ghi chú 2]
- Jinnai Kyousuke: Kishi Yūji (岸 祐二?) (ep 14)
- Nakadai Mikoto: Tanaka Kōtarō (田中 幸太朗?) (ep 18)
- Hyuuga: Ogawa Teruaki (小川 輝晃?) (ep 20)
- Ryouma: Maehara Kazuki (前原 一輝?) (ep 20)
- Akashi Satoru: Takahashi Mitsuomi (高橋 光臣?) (ep 21)
- Ryuuwon (Lồng Tiếng): Morita Junpei (森田 順平?)
- Jaryuu (Lồng Tiếng): Nishiwaki Tamotsu (西脇 保?)
- Tatsumi Matsuri: Shibata Kayoko (柴田 かよこ?) (ep 23)
- Shiina Yousuke: Shioya Shun (塩谷 瞬?) (ep 25-26)
- Nono Nanami: Nagasawa Nao (長澤 奈央?) (ep 25-26)
- Bitou Kouta: Yamamoto Kōhei (山本 康平?) (ep 25-26)
- Satarakura Jr. (Lồng Tiếng): Shimada Bin (島田 敏?)
- Sandaru Jr. (Lồng Tiếng): Ikeda Shūichi (池田 秀一?)
- Fuuraimaru (Lồng Tiếng): Miyata Hironori (宮田 浩徳?)
- Yuki Gai: Wakamatsu Toshihide (若松 俊秀?) (ep 28)
- Sanjo Yukito: Tomita Shō (富田 翔?) (ep 29)
- Sanjo Emiri: Nishijima Michi (西島 未智?)
- Ohara Jo: Nishimura Kazuhiko (西村 和彦?) (ep 30)
- Hoshino Goro: Shishido Masaru (宍戸 勝?) (ep 31-32)
- Maruo Momo: Satō Tamao (さとう 珠緒?) (ep 31-32)
- Ryo / RyuRanger: Wada Keiichi (和田 圭市?) (ep 33)
- Cain: Kimisawa Yūki (君沢 ユウキ?)
- Esumi Sōsuke: Furuhara Yasuhisa (古原 靖久?) (ep 35-36)
- Speedor (Lồng Tiếng): Namikawa Daisuke (浪川 大輔?)
- Bus-on (Lồng Tiếng): Egawa Hisao (江川 央生?)
- Bearrv (Lồng Tiếng): Inoue Miki (井上 美紀?)
- Bomper (Lồng Tiếng): Nakagawa Akiko (中川 亜紀子?)
- Pollution President Babatcheed (Lồng Tiếng): Ginga Banjō (銀河 万丈?)
- Date Kenta: Ōshiba Hayato (大柴 隼人?) (ep 39)
- Domon: Izumi Shūhei (和泉 宗兵?) (ep 40)
- Moriyama Honami: Yoshimura Tamao (吉村 玉緒?) (ep 40)
- Shitari of the Bones (Lồng Tiếng): Chō (チョー?)
- Metal-A of the Agent (Lồng Tiếng): Inoue Marina (井上 麻里奈?)
- Zan-KT0 of the Shot (Lồng Tiếng): Take Tora (武 虎?)

### Diễn viên phục trang
- Gokai Red: Fukuzawa Hirofumi (福沢 博文?)
- Gokai Blue: Oshikawa Yoshifumi (押川 善文?)
- Gokai Yellow: Hachisuka Yūichi (蜂須賀 祐一?)
- Gokai Green: Takeuchi Yasuhiro (竹内 康博?)
- Gokai Pink: Nogawa Mizuho (野川 瑞穂?)
- Gokai Silver: Satō Daisuke (佐藤 太輔?)[22]
- Gokaioh, Damaras, Bouken Silver: Kusaka Hideaki (日下 秀昭?)
- Oiles Gil: Seike Riichi (清家 利一?)
- Barizorg, Magi Shine: Okamoto Jirō (岡元 次郎?)
- Insarn: Ōbayashi Masaru (大林 勝?)
- Action Commanders: Satō Daisuke (佐藤 太輔?)
- Aka Ranger: Okamoto Yoshinori (岡本 美登?)
- Black Mask: Matoba Kōji (的場 耕二?)
- Tricera Ranger: Hachisuka Shōji (蜂須賀 昭二?)
- Ninja Red: Takaiwa Seiji (高岩 成二?)
- Ninja Black: Kitagawa Tsutomu (喜多川 2tom?)
- Deka Break: Eitoku (永徳?)
- Bouken Pink: Nakagawa Motokuni (中川 素州?)
- Doggie Kruger: Kusaka Hideaki (日下 秀昭?)[23]
- Khác: Hitomi Sanae (人見 早苗?)

## Bài hát
Đầu
- "Kaizoku Sentai Gokaiger" (海賊戦隊ゴーカイジャー Kaizoku Sentai Gōkaijā?)
  - Lời: Iwasato Yuho
  - Sáng tác: Mochida Yusuke
  - Cải biên: Kagoshima Hiroaki (Project.R)
  - Thể hiện: Matsubara Tsuyoshi (Project.R) cùng với Young Fresh (Project.R)

Kết
- "Super Sentai, Hero Getter" (スーパー戦隊 ヒーローゲッター Sūpā Sentai Hīrō Gettā?)
  - Lời: Fujibayashi Shoko, Arakawa Naruhisa
  - Sáng tác: Ōishi Ken'ichiro
  - Cải biên: Ōishi Ken'ichiro (Project.R)
  - Thể hiện: Project.R

Bài hát chia làm 3 phần, phần 1 từ Himitsu Sentai Goranger đến Choujuu Sentai Liveman, phần 2 từ Kousoku Sentai Turboranger đến Mirai Sentai Timeranger, phần 3 từ Hyakujuu Sentai Gaoranger đến Tensou Sentai Goseiger. Một phiên bản sau này cũng kèm thêm Gokaiger và Tokumei Sentai Go-Busters.